# Autogamia
Espécies autógamas são aquelas nas quais a reprodução natural dos indivíduos se dá predominantemente ( > 95% dos cruzamentos) por autofecundação. É comum em plantas hermafrodias, ou seja, aquelas que possuem tanto órgãos reprodutivos masculinos quanto femininos na mesma flor.  
O principal mecanisco reprodutivo que garante a autofecundação é a cleistogamia.
As variações na taxa de autofecundação e fecundação cruzada de cada espécie faz com que haja variações nessa classificação.

## Mecanismos

### Cleistogamia
Induz a autofecundação antes de ocorrer a abertura da flor. Exemplos: 
- Feijão - possui a quilha.
- Tomate - estames formam um cone envolvendo o estigma.
- Leucena - possui também a estrutura quilha.